# Lee Pace
Lee Pace (Chickasha, Oklahoma, 1979. március 25. –) amerikai színész. Legismertebb alakítása Ronan a Marvel-moziuniverzum filmjeiben, valamint Thranduil a Hobbit-filmsorozatban.

## Élete
Gyermekként Pace több évet töltött Szaúd-Arábiában, ahol apja az olajiparban dolgozott. Pace szexuális irányultsága nyilvános vita tárgyává vált, amikor 2012-ben Ian McKellen homoszexuálisnak minősítette. Pace nem nyilatkozott erről 2018 februárjáig. Májusban a The New York Times-ban bejelentette, hogy Queer.

## Filmográfia

### Film
| Év   | Magyar cím                        | Eredeti cím                               | Szerep                        | Magyar hang          |
| ---- | --------------------------------- | ----------------------------------------- | ----------------------------- | -------------------- |
| 2005 | A fehér grófnő                    | The White Countess                        | Crane                         | Dévai Balázs         |
| 2006 | A hírhedt                         | Infamous                                  | Richard Hickock               | Csík Csaba Krisztián |
| 2006 | Zuhanás                           | The Fall                                  | Roy Walker / Fekete bandita   | Csőre Gábor          |
| 2006 | Az ügynökség                      | The Good Shepherd                         | Richard Hayes                 | Tarján Péter         |
| 2006 | Az ügynökség                      | The Good Shepherd                         | Richard Hayes                 | Pásztor Tibor        |
| 2008 | Miss Pettigrew nagy napja         | Miss Pettigrew Lives for a Day            | Michael Pardue                | Széles Tamás         |
| 2009 | Egy egyedülálló férfi             | A Single Man                              | Grant                         |                      |
| 2009 | Elrabolt élet                     | Possession                                | Roman                         | Széles Tamás         |
| 2010 | Minden kút Rómába vezet           | When in Rome                              | Brady Sacks                   |                      |
| 2010 | Marmaduke – A kutyakomédia        | Marmaduke                                 | Phil Winslow                  | Crespo Rodrigo       |
| 2011 | Pokoli albérlet                   | The Resident                              | Jack                          | Markovics Tamás      |
| 2011 | Mögöttes szándék                  | Ceremony                                  | Whit Coutell                  | Széles Tamás         |
| 2011 |                                   | 30 Beats                                  | Matt Roberts                  |                      |
| 2012 | Lincoln                           | Lincoln                                   | Fernando Wood                 | Széles Tamás         |
| 2012 | Alkonyat: Hajnalhasadás – 2. rész | The Twilight Saga: Breaking Dawn – Part 2 | Garrett                       | László Zsolt         |
| 2012 | A hobbit: Váratlan utazás         | The Hobbit: An Unexpected Journey         | Thranduil                     | Nem szólal meg       |
| 2013 | A hobbit: Smaug pusztasága        | The Hobbit: The Desolation of Smaug       | Thranduil                     | Hujber Ferenc        |
| 2014 | A hobbit: Az öt sereg csatája     | The Hobbit: The Battle of the Five Armies | Thranduil                     | Hujber Ferenc        |
| 2014 | A galaxis őrzői                   | Guardians of the Galaxy                   | Ronan a vádló                 | Galambos Péter       |
| 2015 | A program: Egy legenda bukása     | The Program                               | Bill Stapleton                |                      |
| 2017 | Őrzött idő                        | The Keeping Hours                         | Mark                          | Dévai Balázs         |
| 2017 | Henry könyve                      | The Book of Henry                         | Dr. David Daniels             | Mihályfi Balázs      |
| 2017 | Idegenek                          | Revolt                                    | Bo                            |                      |
| 2018 |                                   | The Party's Just Beginning                | Dale                          |                      |
| 2018 |                                   | Driven                                    | John DeLorean                 |                      |
| 2019 | Marvel Kapitány                   | Captain Marvel                            | Ronan a vádló                 | Galambos Péter       |
| 2019 |                                   | Weathering with You                       | Szuga Keiszuke (angol hangja) |                      |
| 2022 | Játsszunk gyilkosost!             | Bodies Bodies Bodies                      | Greg                          | Király Attila        |
| 2025 |                                   | After This Death                          | Elliot                        |                      |

### Televízió
| Év        | Magyar cím                               | Eredeti cím                       | Szerep                    | Megjegyzések                                            |
| --------- | ---------------------------------------- | --------------------------------- | ------------------------- | ------------------------------------------------------- |
| 2002      | Esküdt ellenségek: Különleges ügyosztály | Law & Order: Special Victims Unit | Benjamin Tucker           | 1 epizód                                                |
| 2003      |                                          | Soldier's Girl                    | Calpernia Addams          | tévéfilm                                                |
| 2004      |                                          | Wonderfalls                       | Aaron Tyler               | főszereplő                                              |
| 2007–2009 | Halottnak a csók                         | Pushing Daisies                   | Ned                       | - főszereplő - magyar hangja:[forrás?] - Crespo Rodrigo |
| 2014–2017 | Halt and Catch Fire – CTRL nélkül        | Halt and Catch Fire               | Joe MacMillan             | - főszereplő - magyar hangja:[forrás?] - Miller Zoltán  |
| 2015      |                                          | The Mindy Project                 | Alex Eakin                | 1 epizód                                                |
| 2015      | Robotcsirke                              | Robot Chicken                     | Heinrich Himmler (hangja) | 1 epizód                                                |
| 2021–     | Alapítvány                               | Foundation                        | Day testvér               | főszereplő                                              |